# Halenia stuebelii
Halenia stuebelii är en gentianaväxtart som beskrevs av Ernest Friedrich Gilg. Halenia stuebelii ingår i släktet Halenia och familjen gentianaväxter. Inga underarter finns listade i Catalogue of Life.